# Economia das Antilhas Neerlandesas
A economia das Antilhas Neerlandesas baseava-se fundamentalmente no turismo e na refinação de petróleo.
No grupo sul das Antilhas Neerlandesas encontravam-se vários portos naturais que dispõem de refinarias de petróleo que eram abastecidas pelos petroleiros vindos da Venezuela. A refinação de petróleo constituía, por isso, a principal base da economia, especialmente, de Curaçau.
Os incentivos fiscais por parte do governo encorajaram o desenvolvimento do turismo, que era o maior negócio de todas as cinco ilhas. A estabilidade política criou um território muito atrativo ao investimento estrangeiro. Willemstad, a capital, tornou-se no maior centro financeiro das Caraíbas.
A agricultura era limitada pela falta de chuva. A maior parte dos produtos alimentares eram importados e a água potável era conseguida por destilação. Os únicos recursos naturais do território eram  o sal e fosfato.